# Ordre Abjad
Pour l’article ayant un titre homophone, voir Abjad.
L'ordre Abjad est un mode d'ordonnancement archaïque des lettres de l'alphabet arabe.
Le terme provient lui-même du nom des quatre premières lettres de cette organisation. Dans l'Orient islamique, l'ordre complet était donné au moyen de huit mots : ʾabjad hawwaz ḥuṭṭiy kalaman saʿfaṣ qaras͟hat t͟hak͟had͟h ḍaẓag͟h, ce qui correspond à
| غ  | ظ | ض | ذ  | خ  | ث  | ت | ش  | ر | ق | ص | ف | ع | س | ن | م | ل | ك | ي | ط | ح | ز | و | هـ | د | ج | ب | ا |
| gh | ẓ | ḍ | dh | kh | th | t | sh | r | q | ṣ | f | ‘ | s | n | m | l | k | y | ṭ | ḥ | z | w | h  | d | j | b | ā |

En Occident islamique (Maghreb), il était un peu différent : ʾabajid hawazin ḥuṭiyin kalamnin ṣaʿfaḍin ḳurisat t͟hak͟hud͟h ẓag͟hs͟hin ; ce qui correspond à :
| ش  | غ  | ظ | ذ  | خ  | ث  | ت | س | ر | ق | ض | ف | ع | ص | ن | م | ل | ك | ي | ط | ح | ز | و | ه | د | ج | ب | ا |
| sh | gh | ẓ | dh | kh | th | t | s | r | q | ḍ | f | ‘ | ṣ | n | m | l | k | y | ṭ | ḥ | z | w | h | d | j | b | ā |

Le seul intérêt actuel de cet ordonnancement, tombé en désuétude, tient à la valeur numérique attribuée à chaque lettre en fonction de sa place dans l'alphabet. Sur les objets liés aux pratiques scientifiques (Astrolabes, globes célestes), ou encore dans les colophons des manuscrits, les chiffres sont parfois donnés sous forme de lettres : on parle de numérotation en abjad. 
| Valeur | Lettre | Nom      | Trans- litération |
| ------ | ------ | -------- | ----------------- |
| 1      | ا      | alif     | ā / ʼ             |
| 2      | ب      | bāʼ      | b                 |
| 3      | ج      | jīm      | j                 |
| 4      | د      | dāl      | d                 |
| 5      | ه      | hāʼ      | h                 |
| 6      | و      | wāw      | w / ū             |
| 7      | ز      | zayn/zāy | z                 |
| 8      | ح      | ḥāʼ      | ḥ                 |
| 9      | ط      | ṭāʼ      | ṭ                 |
|        |        |          |                   |

| Valeur | Lettre | Nom  | Trans- litération |
| ------ | ------ | ---- | ----------------- |
| 10     | ى      | yāʼ  | y / ī             |
| 20     | ك      | kāf  | k                 |
| 30     | ل      | lām  | l                 |
| 40     | م      | mīm  | m                 |
| 50     | ن      | nūn  | n                 |
| 60     | س      | sīn  | s                 |
| 70     | ع      | ʻayn | ʻ                 |
| 80     | ف      | fāʼ  | f                 |
| 90     | ص      | ṣād  | ṣ                 |
|        |        |      |                   |

| Valeur | Lettre | Nom   | Trans- litération |
| ------ | ------ | ----- | ----------------- |
| 100    | ق      | qāf   | q                 |
| 200    | ر      | rāʼ   | r                 |
| 300    | ش      | shīn  | sh                |
| 400    | ت      | tāʼ   | t                 |
| 500    | ث      | thāʼ  | th                |
| 600    | خ      | khāʼ  | kh                |
| 700    | ذ      | dhāl  | dh                |
| 800    | ض      | ḍād   | ḍ                 |
| 900    | ظ      | ẓāʼ   | ẓ                 |
| 1000   | غ      | ghayn | gh                |

Dans certains contextes, par exemple en Iran, où l'alphabet arabe est agrémenté de quatre lettres supplémentaires pour noter les sons du persan, les valeurs numériques peuvent être légèrement différentes.

## Sources
G. S. Colin, "Abd͟jad", in Encyclopédie de l'Islam, 2e édition, Brill Online, 2016.